# Хоа

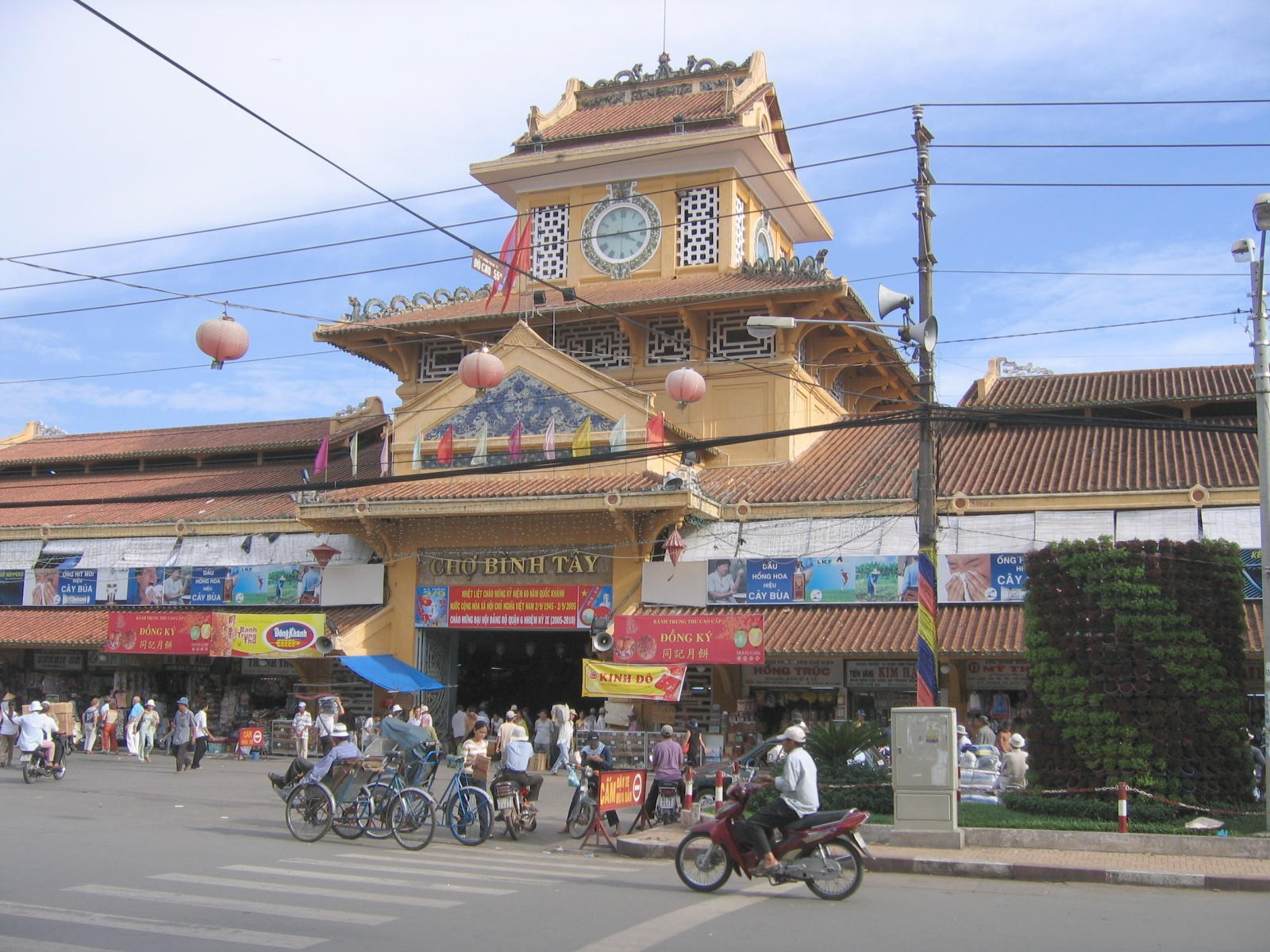
Телон — центр активності хоа в Хошиміні. На фотографії — ринок Биньтей

Хоа (в'єт. Hoa, Han, Xa Phang; кит.: 華人) — народність, яка проживає у В'єтнамі, в основному на півдні країни. Ареал розселення на півдні — міста Нячанг, Камрань, Хошимін, на півночі — Ханой. Загальна чисельність близько 862 371 чол. за даними на 1999 рік. Відносяться до китайської етнічної групи.

## Мова
Належать до народу хань. Говорять на мові юе (кантонський діалект).

## Історія

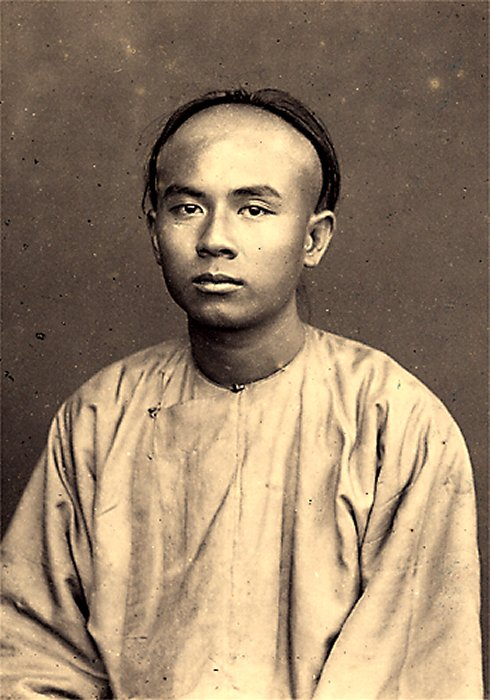
Молодий чоловік у 1885 році

На території В'єтнаму хоа почали селитися з XVII століття, однак найбільша китайська імміграція відбувалася наприкінці XIX і на початку XX століття.

## Релігія
Як і все в'єтнамське суспільство, народ хоа схильний до релігійного синкретизму. В общинному будинку (дінь), який служить також сільським храмом, представлені вівтарі різних місцевих духів-покровителів і численні зображення будд і бодхісаттв, Конфуція та історичних персонажів. Хоа сповідують і буддизм, проте в буддійських храмах часто поклоняються не тільки Будді, але і місцевим божествам і духам. Серед усіх народностей В'єтнаму поширений культ предків, майже в кожному сільському будинку можна бачити два вівтарі — один присвячений батькам, а другий — Духу Землі.

## Культура
У кожному селі є своя пагода, храм.
У хоа є національна опера — «шон ка» (son ca). У хоа дуже великий набір музичних інструментів, якими вони славляться: дудки, флейти, барабани, струнні, гонги.

## Шлюбні відносини
Дружина селиться в будинку чоловіка. Наречену і нареченого своїм дітям батьки у відповідності з економічним станом родини і її соціальним становищем.

## Соціальна організація
Для народності хоа характерно, що споріднені сім'ї проживають на одній території. Батько голова родини, рахунок спорідненості — патрілінійний. Сини мають право на спадщину, старшому синові дістається більша частка.

## Економіка
Хоа займаються торговим і промисловим підприємництвом, сільським господарством, а також кустарними промислами. Водночас є і робітники, службовці, вчителі і викладачі. Хоа вирощують водний рис; вони дуже вмілі ремісничі майстри, відомі по всій країні.